# Região metropolitana de San Diego-Tijuana
A Região metropolitana de San Diego - Tijuana é uma aglomeração urbana bi-nacional em torno de duas cidades principais: San Diego, na Califórnia, Estados Unidos; e Tijuana, capital e maior cidade do estado da Baja California, no México. A região metropolitana é constituída pelo Condado de San Diego, nos Estados Unidos e os municípios de Tijuana, Playas de Rosarito, e Tecate, no México. A população total da região metropolitana foi estimada em pouco mais de 5 milhões de habitantes em 2009, tornando-se a maior área metropolitana bi-nacional partilhada entre os Estados Unidos e México.
San Diego-Tijuana é a região terceira mais rica da Califórnia. A região metropolitana teve um PIB de US $ Bilhões USD136.3 em 2002.